# Низи (Полтавська область)
Низи́ — село, Дмитрівська сільська рада, Горішньоплавнівська міська рада, Полтавська область, Україна.
Населення за даними 1982 року становило 580 осіб.
Село приєднано до міста Горішні Плавні 1987 року.

## Географія
Село Низи розташоване за 1,5 км від лівого берега річки Псел і за 2,5 км від річки Дніпро, примикає до міста Горішні Плавні. Навколо села великі масиви садових і дачних ділянок. Поруч проходять автомобільна дорога Т 1711 та залізниця, станція Редути і зупинний пункт 11 км.

## Історія
- 1987 — село приєднано до міста Горішні Плавні. Низи — це передмістя, біля якого є зупинка. Також через поле розташоване Піддубне. У Низах, здебільшого, люди живуть, це не дачний комплекс.[1]